# Salvador Moreno Fernández
Salvador Moreno Fernández (14 de outubro de 1886 – 2 maio de 1966) foi um almirante espanhol que serviu como Ministro da Marinha da Espanha entre 1939 e 1945 e entre 1951 e 1957, durante a ditadura franquista.